# Tupinambis longilineus
Tupinambis longilineus är en ödleart som beskrevs av  Avila-pires 1995. Tupinambis longilineus ingår i släktet Tupinambis och familjen tejuödlor. Inga underarter finns listade i Catalogue of Life.